# 無菌動物
無菌動物(英: Germ-free animals)とは体内および体表に微生物（ウイルスや寄生虫を含む）が存在しない動物（現実的には検出可能な全ての微生物が存在しない動物）。無菌動物はウイルス、細菌、寄生虫などの要因を制御するために無菌のアイソレータ内で飼育される 。無菌動物に既知の細菌や微生物群を定着させた動物はノトバイオートと呼ばれる。無菌動物は哺乳類では妊娠末期の母獣の帝王切開あるいは子宮切断により、魚類、昆虫、鳥類では卵の外側を薬液で滅菌後にアイソレータ内で孵化させることによって作出される。子宮内や卵は一般に無菌状態であるが、微生物で汚染されている場合もあるので、厳密な無菌操作を行っても無菌動物を作出できない場合もある。
無菌動物はプロバイオティクスの研究やコンタミネーションが実験に影響を及ぼすために注意深い制御が必要な研究で用いられる。
無菌動物は、盲腸の容積が大きく、寿命が長いなどの特徴を有する。自由摂食環境下で無菌マウスと通常マウスを比較したところ、無菌マウスの寿命が長かった結果が得られた。
微生物がいる腸壁では指状突起が長く伸びて表面積が大きく、微生物がいない腸壁では表面積が小さい。このため無菌マウスでは通常のマウスに比べて同じエネルギーを得るために30%多く食物を摂取しなければならない。